# Gianluca Pagliuca
Gianluca Pagliuca (* 18. Dezember 1966 in Bologna) ist ein ehemaliger italienischer Fußballspieler. Er lief von 1994 bis 1999 für Inter Mailand und später 7 Jahre für den FC Bologna auf, für letzteren hatte er bereits in der Jugend gespielt.

## Karriere
Gianluca Pagliuca stammt aus Bologna, der Hauptstadt der Emilia-Romagna und wurde in der Jugendabteilung des FC Bologna fußballerisch ausgebildet. 1986 wechselte er als 19-Jähriger zu Sampdoria Genua und erkämpfte sich zwei Jahre später den Platz als Stammtorhüter. Pagliuca war der Rückhalt während der bislang erfolgreichsten Phase der Klubgeschichte und mit Sampdoria gewann er 1990 den Europapokal der Pokalsieger sowie in der Saison 1990/91 die erste italienische Meisterschaft. 1992 verlor Pagliuca mit seinem Klub das Endspiel des Europapokal der Landesmeister  gegen den FC Barcelona (0:1). 
Er nahm an der Fußball-Weltmeisterschaft 1990 in Italien teil und war dort Ersatztorhüter von Walter Zenga. Bei der Fußball-Weltmeisterschaft 1994 in den USA war er bereits der Torwart Nummer 1. Die Vorrunde in diesem Spiel begann nicht sehr vielversprechend. Das erste Spiel ging gegen Irland mit 0:1 verloren und im zweiten Spiel gegen Norwegen wurde Pagliuca als erster Torhüter in der Geschichte der Fußball-Weltmeisterschaften aufgrund einer Notbremse bereits in der 22. Spielminute vom Platz gestellt. Das Spiel wurde dennoch mit 1:0 gewonnen. Pagliuca wurde für zwei Spiele gesperrt und durch Luca Marchegiani von Lazio Rom ersetzt. Italien konnte sich dennoch bis ins Viertelfinale durchkämpfen und dort gegen Spanien stand Pagliuca wieder zwischen den Pfosten. Dieses Spiel wurde mit 2:1 gewonnen und die Mannschaft stand nach einem Halbfinalsieg über Bulgarien im Endspiel gegen Brasilien. Nachdem nach 120 Minuten immer noch kein Tor gefallen war, musste schließlich erstmals bei einem WM-Turnier das Elfmeterschießen den Weltmeister ermitteln. Hier standen dann Gianluca Pagliuca und sein brasilianischer Konkurrent Cláudio Taffarel im Mittelpunkt des Geschehens. Pagliuca konnte zwar den ersten Elfmeter von Márcio Santos halten, da Taffarel aber den Elfmeter von Daniele Massaro parierte und Franco Baresi und Roberto Baggio den Ball über das Tor schossen, wurde Brasilien Weltmeister.
Gianluca Pagliuca wechselte nach dieser WM zu Inter Mailand. Mit Inter stand er 1997 im Finale des UEFA-Pokals und verlor es gegen den FC Schalke 04 im Rückspiel in Mailand im Elfmeterschießen. Ein Jahr später konnte er dann schließlich doch noch auch den dritten europäischen Pokal gewinnen. Im Finale gegen Lazio Rom gewann sein Club mit 3:0. Nach dem Sieg im UEFA-Pokal spielte Pagliuca bei der Fußball-Weltmeisterschaft 1998 in Frankreich. Nachdem bei der Fußball-Europameisterschaft 1996 Nationaltrainer Arrigo Sacchi auf die Dienste von Angelo Peruzzi vertraute, setzte der neue Trainer Cesare Maldini wieder auf Pagliuca und wieder musste er in einem Elfmeterschießen antreten. Im Viertelfinale brachte Italien zwar Gastgeber Frankreich an den Rand einer Niederlage. Im Elfmeterschießen hielt Pagliuca zunächst einen Elfmeter von Bixente Lizarazu, doch verschoss anschließend Demetrio Albertini. Als letzter Schütze verschoss Luigi Di Biagio und Italien war wieder durch Elfmeterschießen ausgeschieden.
Pagliuca wechselte 1999 zurück in seine Heimatstadt zum FC Bologna, da er bei Inter durch Angelo Peruzzi ersetzt werden sollte. 2005 blieb der Torhüter bei Bologna, obwohl dieser in die Serie B abstieg und Pagliuca gute Chancen hatte, Rekordtorhüter der Serie A zu werden. Am 1. Juli 2006 wechselte Pagliuca schließlich mit 39 Jahren zu Ascoli Calcio, bei denen er den zu Milan wechselnden Ferdinando Coppola ersetzte. Ascoli baute zu dieser Zeit auf junge Talente und hatte ihn als Spieler mit enormer Erfahrung für die relativ junge und unerfahrene Mannschaft verpflichtet.
Am 17. September 2006 hat Pagliuca dann den Uralt-Torhüter-Rekord von Dino Zoff geknackt, als er gegen den FC Messina mit Ascoli sein 571. Serie-A-Spiel bestritt. Sein 592. und letztes Serie-A-Spiel absolvierte er gegen Udinese Calcio am 18. Februar 2007.

## Erfolge
- Italienischer Meister: 1990/91
- Italienischer Pokalsieger: 1987/88, 1988/89, 1993/94
- Italienischer Supercupsieger: 1991
- Europapokalsieger der Pokalsieger: 1989/90
- UEFA-Pokal-Sieger: 1997/98
- Finaleinzug Europapokal der Landesmeister: 1991/92
- Vizeweltmeister: 1994
- Guerin d’Oro (Italiens Fußballer des Jahres): 1997, 2005